# 李叔玉 (正統進士)
李叔玉（1408年—？），字叔玉，福建福州府長樂縣人，軍籍。明朝政治人物。進士出身。

## 生平
正统九年（1444年），福建甲子乡试中舉。正統十年（1445年），联捷乙丑科進士。累官广东惠州府知府。

## 家族
曾祖父李克廣。祖父李伯敬。父亲李運。